# Montsinéry-Tonnegrande
Montsinéry-Tonnegrande is een gemeente in Frans-Guyana. De gemeente telde 3.457 inwoners op 1 januari 2022. De twee belangrijkste plaatsen van de gemeente, Montsinéry en Tonnegrande liggen ongeveer twintig kilometer van elkaar verwijderd. Bij Tonnegrande bevindt zich het strafkamp Bagne des Annamite. Tevens bevindt de hortus botanicus Le Jardin Bois de Rose zich in de gemeente.

## Geschiedenis
Al in de 18e eeuw werden in deze dorpen plantages gesticht, waar suikerriet en specerijen werden geteeld. Na de afschaffing van de slavernij in 1848 werden de meeste plantages verlaten. Montsinéry en Tonnegrande werden dorpen die voornamelijk bewoond werden door Creolen en Marrons. In 1879 werden in beide dorpen een commune (gemeente) opgericht. In 1942 werden beide gemeenten gefuseerd tot Tonnegrande-Montsinéry. In 1969 is de naam in alfabetische volgorde veranderd in Montsinéry-Tonnegrande. De economie is voornamelijk gebaseerd op landbouw en bosbouw.

## Plaatsen

### Montsinéry
Op het einde van de 17e eeuw werd de suikerplantage Grand-Montsinéry gesticht door Pierre Eléonore, de burgemeester van Cayenne. In 1723 werd een suikerfabriek gebouwd op de plantage, en in 1804 volgde een steenfabriek.

### Tonnegrande
Tonnegrande (4° 50′ NB, 52° 27′ WL) was oorspronkelijk een houtplantage. Na de afschaffing van de slavernij werd goud gevonden en trokken veel goudzoekers naar Tonnegrande.

### Bagne des Annamites
Ten westen van Tonnegrande bevindt zich het strafkamp Bagne des Annamites (ook: Camp Crique Anguille) waar 395 Annamieten (tegenwoordig Vietnam) die deel hadden genomen aan de Yên Bái-muiterij in de gelijknamige stad van 1931 tot en met 1944 gevangen werden gehouden. De gevangenen moesten een spoorlijn door het oerwoud bouwen om Inini, het binnenland, aan te sluiten aan het kustgebied.
De spoorlijn werd een mislukking en is nooit afgemaakt. Het kamp werd in 1944 gesloten. In 1946 kwam de eerste groep vrij, maar sommigen hebben tot 1953 gevangen gezeten. Bagne des Annamites werd verlaten en overwoekerd door het oerwoud. In 2012 werd een beschermd gebied vanwege de culture waarde en omdat het een van de weinige gebieden is waar Bactris nancibaensis, een zeldzame palm, voorkomt. Tevens is het strafkamp ontsloten met een weg.

## Verkeer
Montsinéry werd pas in 1962 verbonden met het wegennetwerk van Frans-Guyana en Tonnegrande nog tien jaar later. Voorheen verliep alle verkeer over het water.

## Demografie
Montsinéry-Tonnegrande was zeer dunbevolkt met 333 inwoners in een gebied van 634 km² in 1982, maar is fors gestegen naar 2.957 inwoners in 2019.

## Galerij

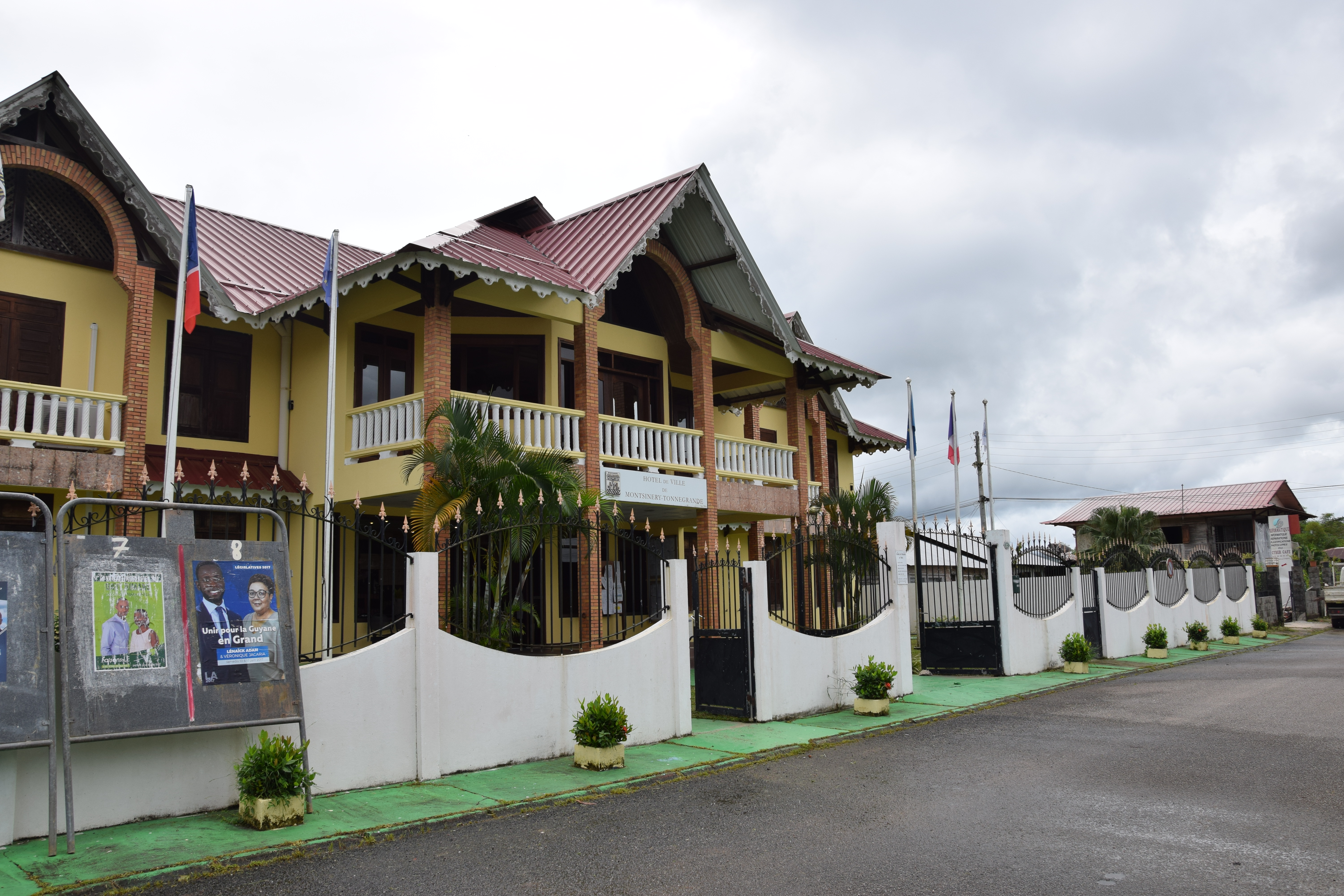
Gemeentehuis in Montsinéry
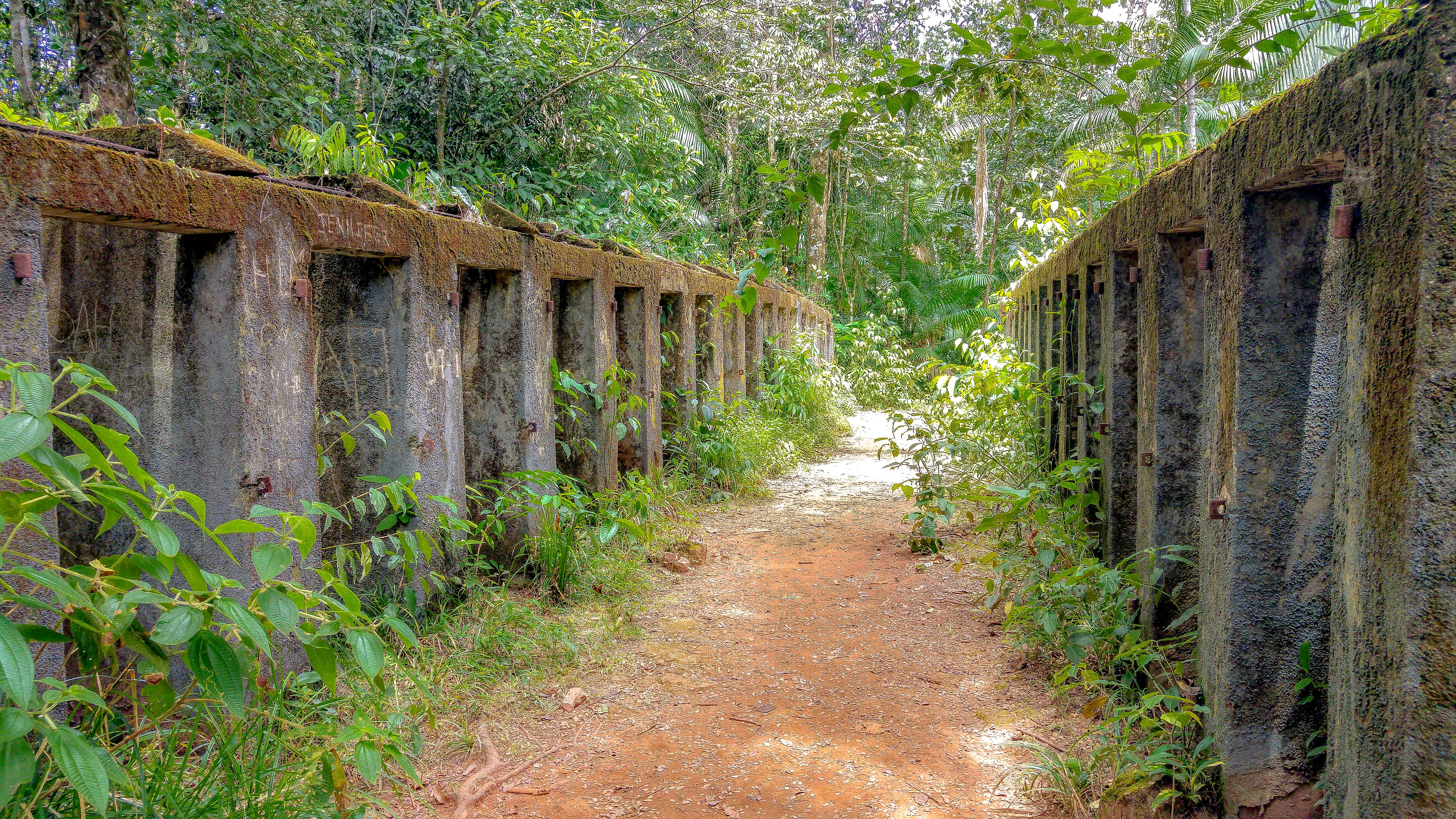
Bagne des Annamites
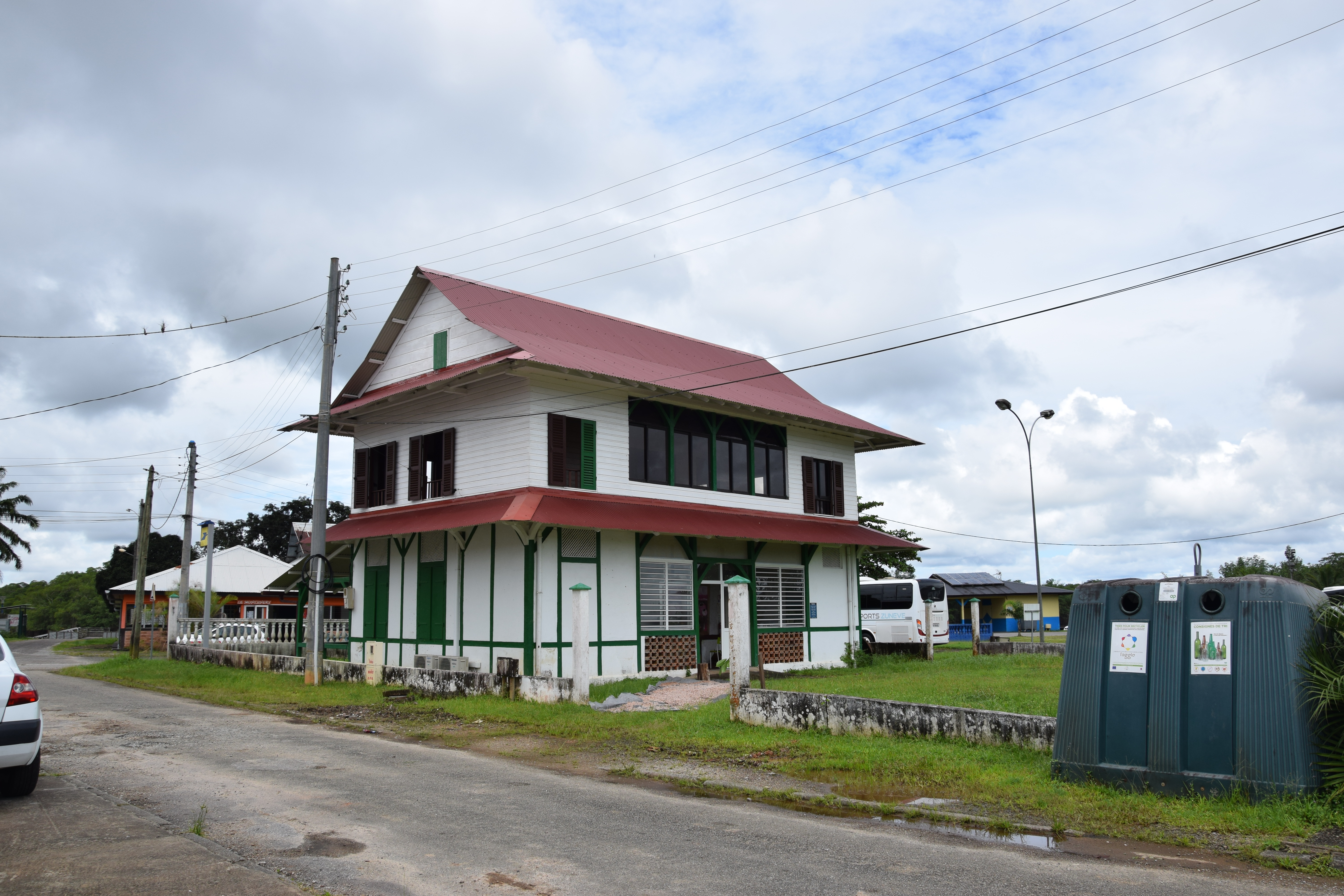
Ecomuseum in Montsinéry
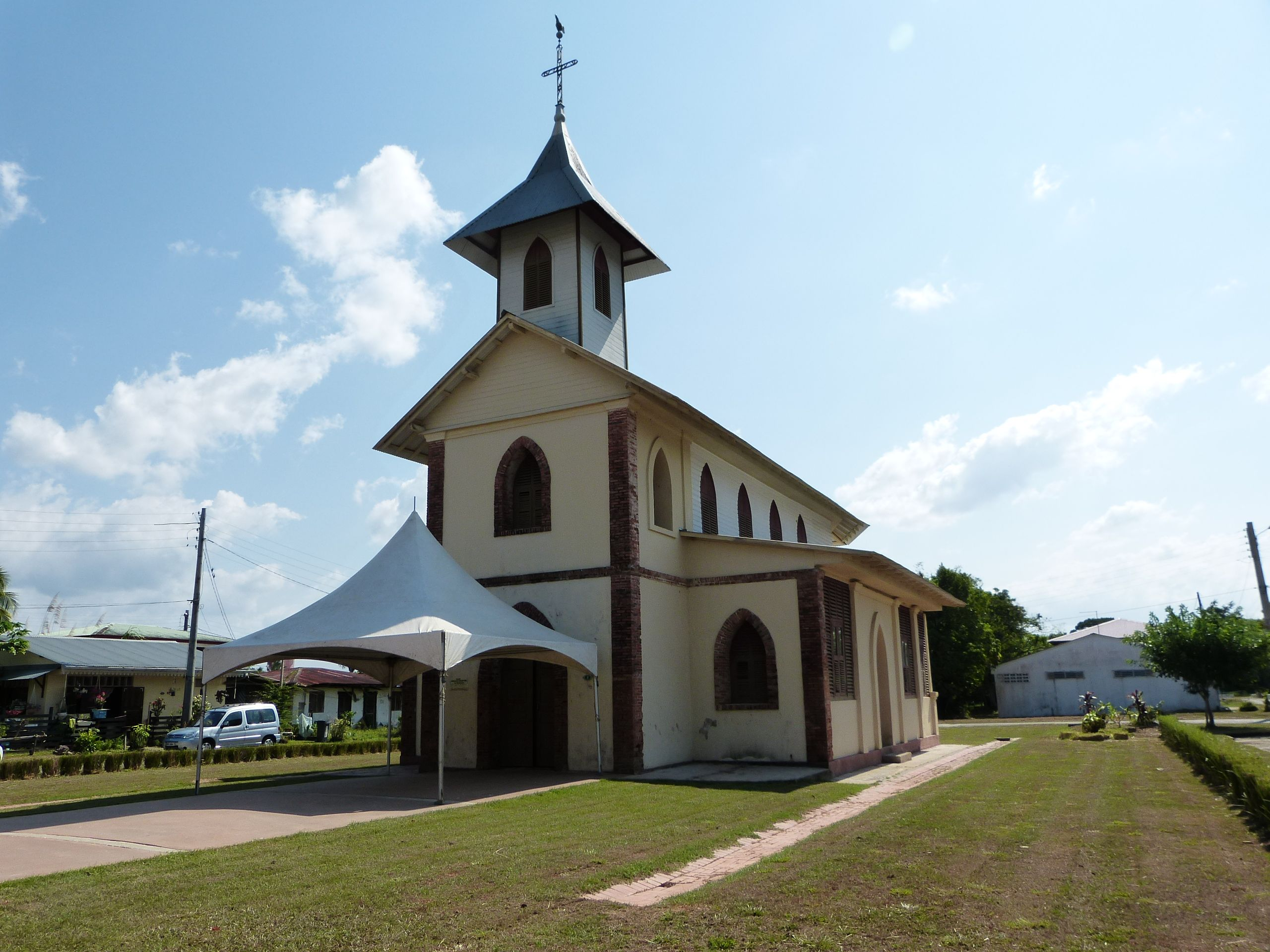
Johannes de Doperkerk in Montsinéry